# Ceyhun
Ceyhun ([dʒeːˈhun])  ist ein türkischer männlicher Vorname.

## Herkunft und Bedeutung
Der Name bezieht sich auf den Amudarja (türkisch Ceyhun, aus arabisch جيحون, DMG Ǧaiḥūn bzw. Ǧayḥūn), einen der vier Flüsse im Paradies. Der Name kommt auch in Aserbaidschan sowie eher selten als Familienname vor.

## Verbreitung
In Deutschland kommt der Name seit 2005 fast jährlich in den Hitlisten vor. Von 2010 bis 2023 wurde er etwa 100 Mal vergeben. Der Name ist in Österreich seit 2001 in den Vornamenscharts anzutreffen, er wird hin und wieder vergeben.  In der Schweiz tragen 41 Personen den Namen (Stand 2023). Der Name Ceyhun wird in den Niederlanden seit Anfang der 1970er Jahre fast jedes Jahr bei der Namenswahl berücksichtigt, er gilt aber als nur mäßig beliebt. Seine Vergabe ist auch in Belgien, Frankreich, Dänemark, England, Schottland und Kanada nachgewiesen.

## Namensträger

### Vorname
- Ceyhun Demircan (* 1990), türkischer Fußballspieler
- Ceyhun Demirtaş (1934–2009), türkischer Soziologe und Schriftsteller
- Ceyhun Eriş (* 1977), türkischer Fußballspieler
- Ceyhun Fersoy (* 1982), türkischer Schauspieler
- Ceyhun Gülselam (* 1987), türkischer Fußballspieler
- Ceyhun Tüccar (* 1998), österreichischer Fußballspieler
- Ceyhun Yazar (* 1992), türkischer Fußballspieler

### Familienname
- Ekrem Ceyhun (1927–2017), türkischer Politiker
- Ozan Ceyhun (* 1960), deutscher Politiker türkischer Herkunft